# James Cameron (ativista)
James Cameron (La Crosse, 23 de fevereiro de 1914 – Milwaukee, 11 de junho de 2006) foi um ativista do movimento dos Direitos Civis americano. Na década de 1940, ele fundou três secções da National Association for the Advancement of Colored People (NAACP). Ele também foi diretor no estado de Indiana do Escritório de Liberdades Civis por oito anos durante o início da integração. Após mudar-se para Wisconsin, em 1988 ele fundou o Museu do Holocausto Negro da América em Milwaukee. Quando faleceu, era o único sobrevivente conhecido de uma tentativa de linchamento em 1930.  

## Início
Cameron nasceu em 23 de fevereiro de 1914 em La Crosse, Wisconsin, filho de James Herbert Cameron e Vera Carter. Após seu pai ter abandonado a família, sua mãe mudou-se para Birmingham, Alabama e depois para Marion, Indiana quando James tinha 14 anos e sua mãe se casou novamente.

### Tentativa de linchamento
Em agosto de 1930, quando Cameron tinha 16 anos, ele e mais dois amigos mais velhos, Thomas Shipp e Abram Smith, foram acusados em Marion pelo assassinato de um jovem branco, Claude Deeter, durante um roubo a mão armada e pelo estupro da namorada desse jovem (a última acusação foi retirada). Cameron disse que fugiu antes que o homem fosse morto. Eles foram rapidamente pegos e acusados pelo homicídio.  
Cameron e seus dois amigos foram retirados de onde estavam na cadeia e linchados por uma multidão que contava entre duas a cinco mil pessoas numa praça do Condado de Grant.  Eles foram enforcados em uma árvore na praça.  Cameron testemunhou as mortes de seus amigos mas algo aconteceu. Anos mais tarde, ele disse que seu pescoço ficou marcado pela corda. Ele ouviu alguém dizer que ele não era culpado e foi tirado antes que morresse enforcado. Ninguém na multidão foi preso ou acusado pelas mortes dos amigos de Cameron.  
Cameron foi condenado pela participação acessória no crime que levou ao homicídio de Claude Deeter em julgamento realizado em 1931, passando quatro anos de sua sentença numa prisão estadual. Após receber a liberdade condicional, ele se mudou para Detroit, Michigan, onde trabalhou na Stroh Brewery Company e frequentou a Wayne State University.

## Carreira
Cameron estudou para se tornar engenheiro de caldeira e trabalhou até os 65 anos. Ao mesmo tempo, estudou a questão dos linchamentos, da raça e dos direitos civis nos Estados Unidos ao mesmo tempo que repassava seus conhecimentos aos outros.
Em função de sua experiência pessoal, Cameron dedicou sua vida à promoção dos direitos civis, da unidade e igualdade raciais. Enquanto trabalhava em vários serviços diferentes, seu comprometimento cívico foi mostrado pelo esforço na criação de três secções locais da National Association for the Advancement of Colored People (NAACP) durante a década de 1940 — uma época na qual a Ku Klux Klan ainda se mantinha ativa no Meio-Oeste dos Estados Unidos ainda que a quantidade de seus membros estivesse em queda desde o auge, ocorrido na década de 1920. Cameron criou e se tornou o primeiro presidente da secção da NAACP no Condado de Madison, sediado em Anderson, Indiana.
Além disso, Cameron foi presidente do Indiana State Director of Civil Liberties de 1942 a 1950. Nessa função, Cameron denunciou ao governador de Indiana, Henry Shricker, violações das leis de igualdade antidiscriminatórias. Durante os oito anos nessa função, Cameron investigou mais de 25 incidentes referentes à infração dos direitos civis. Teve de enfrentar a violência e ameaças de morte por causa de seu trabalho.

## Ativismo cívico

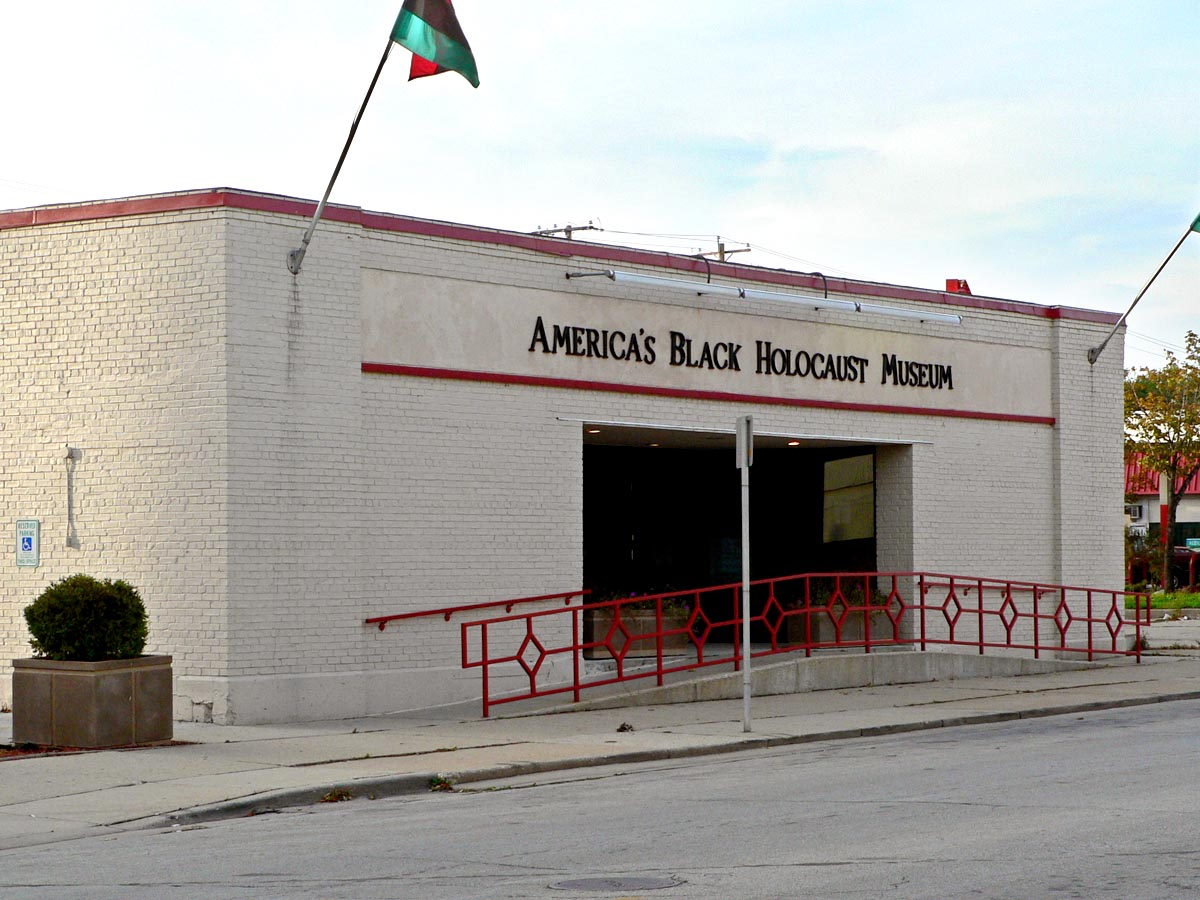
Museu do Holocausto Negro na América

No início da década de 1950, o peso emocional em função das numerosas ameaças levou Cameron a procurar uma casa mais segura para sua esposa e seus cinco filhos. Pensando em se mudar para o Canadá eles decidiram ficar em Milwaukee. Ali Cameron continuou seu trabalho em prol dos direitos civis, participando de protestos para acabar com a política de habitação segregada na cidade.  Ele também participou das grandes marchas em Washington na década de 1960, a primeira com Martin Luther King, Jr. e a segunda com a viúva de King, Coretta, e o reverendo Jesse Jackson. 
Cameron estudou história autodidaticamente e fazia palestras sobre a questão dos afro-americanos. Em 1982 ele publicou sua autobiografia. De 1955 a 1989, Cameron publicou centenas de artigos e livretos sobre a questão dos direitos civis e da ocorrência de injustiças raciais, inclusive "What is Equality in American Life?" (O que é igualdade na vida americana?); "The Lingering Problem of Reconstruction in American Life: Black Suffrage" (O problema persistente de Reconstrução da vida americana: o voto negro); and "The Second Civil Rights Bill" (A segunda Lei de Direitos Civis).
Após inspirar-se numa visita com sua esposa ao memorial Yad Vashem em Israel, Cameron fundou o America's Black Holocaust Museum (Museu do Holocausto Negro na América) em 1988. Ele utilizou material de sua coleção para documentar a luta dos afro-americanos nos Estados Unidos, desde a escravidão, através dos linchamentos, até os direitos civis. Quando ele começou a colecionar material sobre a escravidão, ele o manteve no porão de sua casa. Ele trabalhou com outras pessoas para conseguir apoio para o estabelecimento do museu, tendo a ajuda do filantropo Daniel Bader.
Sua instituição, o America's Black Holocaust Museum, começou com o esforço popular. É agora o maior dos museus sobre o tema nos Estados Unidos. Em 2008, o conselho de diretores do museu anunciou que ele seria temporariamente fechado em função de problemas financeiros.
Em 1991 Cameron foi oficialmente perdoado pelo estado de Indiana.

## Vida pessoal
Ele e sua esposa Virginia Hamilton tiveram cinco filhos. À época de sua morte, dois de seus filhos, David e James, já haviam morrido. A ele sobreviveram a esposa Virginia e três filhos: Virgil, Walter e Dolores Cameron, além de vários netos e bisnetos.

## Morte
Cameron faleceu em 11 de junho de 2006, aos 92 anos, em função de insuficiência cardíaca congestiva. Ele está enterrado no Holy Cross Cemetery em Milwaukee.

## Trabalhos publicados
- Cameron, James. A Time of Terror: A Survivor’s Story, self-published, 1982; reprinted Black Classics Press, 1994.